# Тернопільська міська комунальна лікарня швидкої допомоги
Тернопільська міська комунальна лікарня швидкої допомоги (міська лікарня № 1) — лікувальний заклад у Тернополі.

## Відомості
Будівля головного корпусу лікарні збудована в 1894—1895 роках і є пам'яткою архітектури місцевого значення, охоронний номер 2035.
У 1999 році заклад отримав статус лікарні швидкої допомоги згідно рішення VII сесії Тернопільської міської ради від 22 грудня 1998 року.

### Пам'ятний знак святому Роху
11 червня 2019 року перед входом у будівлю інфекційного відділення з ініціативи доктора медичних наук, члена-кореспондента, академіка Академії медичних наук України Михайла Андрейчина відкрито пам'ятний знак святому Роху (скульптор — Олесь Маляр, меценат — Володимир Гураль).

## Відділення
- Приймально-діагностичне відділення
- Травматологічне відділення з травмпунктом
- Хірургічне відділення
- Відділення анестезіології та інтенсивної терапії
- Відділення опікової травми та пластичної хірургії
- Інфекційне відділення
- Відділення невідкладних терапевтичних станів
- Рентгендіагностичне відділення
- Денний стаціонар
- Лабораторно-діагностичне відділення
- Поліклінічне відділення

## Клінічні кафедри ТДМУ
На базі лікарні розташовані кафедри Тернопільського державного медичного університету
- кафедра загальної хірургії

## Персонал

### Головні лікарі
- Василь Шкробот — 1960—1983,[6]
- Ярослав Чайківський — нині,

### Адміністрація
- Жеворонко Наталія — заступник головного лікаря з лікувальної роботи,
- Світлана Вус — заступник головного лікаря з поліклінічної роботи.

### Колишні лікарі
- Богдан Свистун — терапевт, інфекціоніст, фтизіатр у 1930-х,
- Михайло Стасів — хірург у 1990—2000-их,
- Володимир Шкробот — хірург у 1974—1978